# Pastorale (Matisse)
Pour les articles homonymes, voir Pastorale.
Pastorale est un tableau réalisé par le peintre français Henri Matisse en 1905 à Collioure, dans les Pyrénées-Orientales. De format horizontal, cette huile sur toile fauve est une idylle qui représente quatre figures nues en pleine détente dans un paysage arboré, l'homme jouant manifestement de la flûte. L'œuvre est conservée au musée d'Art moderne de Paris, à Paris, jusqu'à ce qu'elle soit volée par Vjeran Tomic dans la nuit du 19 au 20 mai 2010.